# Браун, Чарльз (генерал)
Чарльз Куинтон Бра́ун младший (англ. Charles Q. Brown Jr.; род. 2 марта 1962, Сан-Антонио) — американский военный лётчик, бывший начальник штаба Военно-воздушных сил США (2020—2023). Председатель Объединённого комитета начальников штабов с 1 октября 2023 по 21 февраля 2025 года.
Он первый афроамериканец, ставший генералом ВВС США и назначенный начальником комитета штабов. Сменил генерала Марка Милли 29 сентября 2023 года.

## Биография
Предыдущие должности Ч. К. Брауна включают в себя выполнение обязанностей командующего Тихоокеанскими военно-воздушными силами, командующего воздушным компонентом Индо-Тихоокеанского командования Соединённых Штатов и исполнительным директором штаба боевых операций Тихоокеанского региона. Как командующий воздушным компонентом Центком, он отвечал за разработку планов действий в чрезвычайных ситуациях и проведение воздушных операций в зоне ответственности 20 стран, охватывающей Центральную и Юго-Западную Азию. Также ранее занимал должность заместителя командующего Центрального командования США (CENTCOM) на базе ВВС МакДилл.

### Председатель Объединённого комитета начальников штабов
Считавшийся фаворитом на эту должность до своего официального выдвижения. Браун был официально объявлен кандидатом президента Джо Байдена на смену генералу Марку Милли на посту 21-го председателя Объединённого комитета начальников штабов 25 мая 2023 года. Он был утверждён Сенатом 20 сентября 2023 года, и приведён к присяге 29 сентября. Срок его полномочий вступил в силу с 1 октября 2023 года.
21 февраля 2025 года президент Трамп уволил Брауна с должности председателя. Трамп заявил, что выдвинет кандидатуру Джона Д. Кейна на пост преемника Брауна.
| Insignia | Rank              | Date            |
| -------- | ----------------- | --------------- |
|          | Генерал           | 26 июля 2018    |
|          | Генерал-лейтенант | 29 июня 2015    |
|          | Генерал-майор     | 3 июля 2013     |
|          | Бригадный генерал | 20 ноября 2009  |
|          | Полковник         | 1 июня 2005     |
|          | Подполковник      | 1 июля 1999     |
|          | Майор             | 1 августа 1996  |
|          | Капитан           | 28 февраля 1989 |
|          | Первый лейтенант  | 28 февраля 1987 |
|          | Второй лейтенант  | 28 февраля 1985 |